# Quixeramobim
Quixeramobim è un comune del Brasile nello Stato del Ceará, parte della mesoregione di Sertões Cearenses e della microregione di Sertão de Quixeramobim.